# Руанда
Руа́нда, офіційна назва — Руандійська Республіка (руанд. Repubulika y'u Rwanda, фр. République du Rwanda, англ. Republic of Rwanda) — країна в східній Африці, межує на півночі з Угандою, на сході з Танзанією, на півдні з Бурунді і на заході з Демократичною Республікою Конго; площа 26338 км²; столиця — місто Кігалі.

## Історія

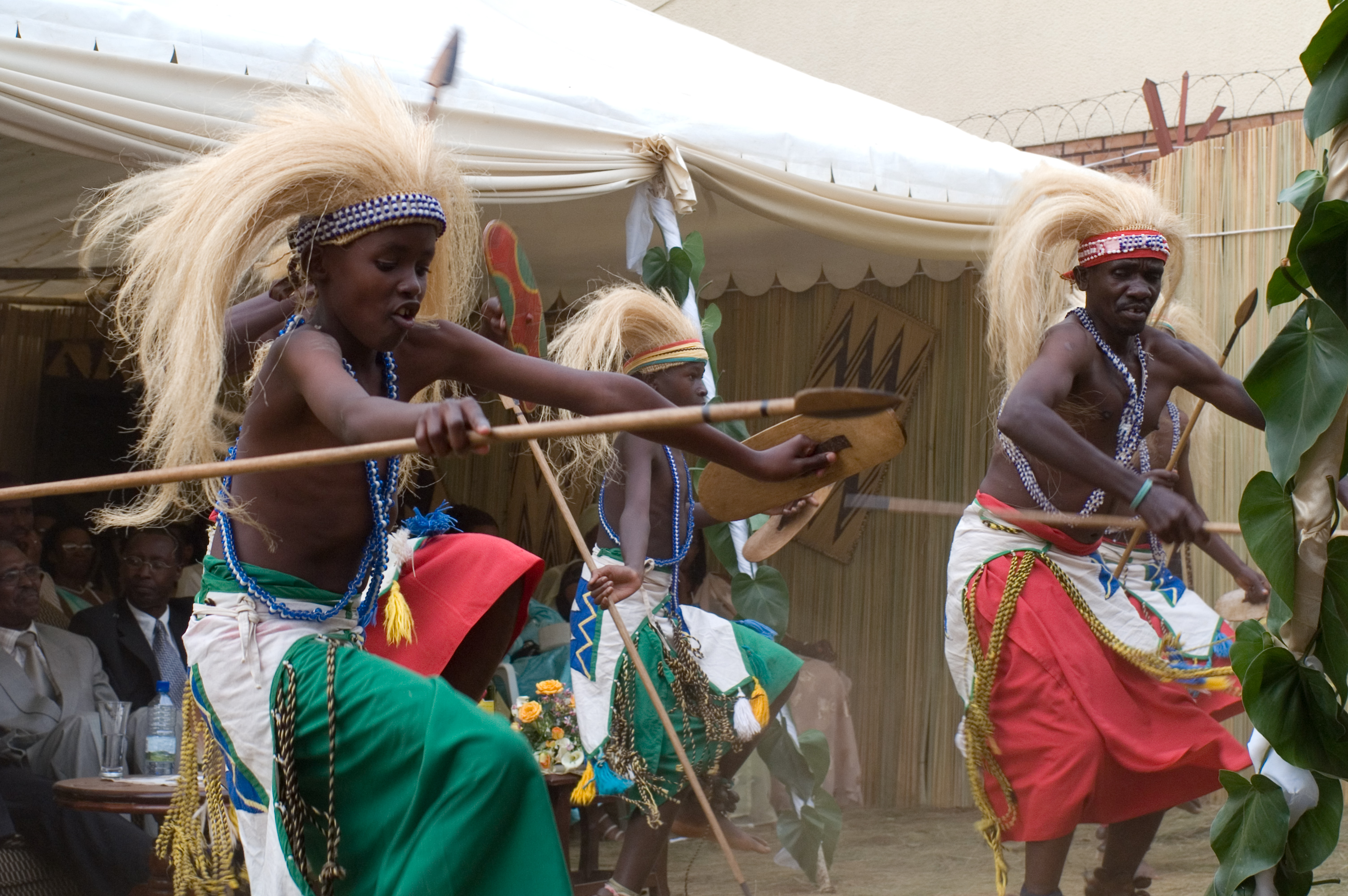
Національний танець

### Доколоніальний період
- XI—XV століття — прихід із півдня племен хуту.
- Початок XV століття — поява племен тутсі на території сучасної Руанди. Згодом ними було створено одну з наймогутніших держав у внутрішніх районах Східної Африки.

Ця держава відрізнялася централізованою системою управління та суворою ієрархічністю, заснованою на феодальній залежності підданих від господарів. Оскільки хуту визнали над собою панування тутсі і виплачували їм данину, протягом кількох століть руандійське суспільство зберігало відносну стабільність. Хуту були переважно землеробами, а тутсі — скотарями.

### Колоніальний період
- 1899 — Руанда як частина адміністративно-територіальної одиниці Руанди-Урунді увійшла до складу колонії Німецька Східна Африка.
- 1916 — Ліга Націй передала Руанду і Бурунді як мандатні території Бельгії.
- 1925 — Руанда-Урунді об'єднана в адміністративний союз із Бельгійським Конго.

### Епоха незалежності
- 1962 — здобуто незалежність від Бельгії.
- 1973 — військовий переворот, очолюваний генерал-майором Ювеналом Хабіарімана, що скинув президента Грегуара Каїбанда.
- 1978 — прийнята нова конституція, Руанда залишилася республікою, контрольованою військовими.
- 1980 — прийняте цивільне правління.
- 1990 — Руандійська патріотична армія атакувала уряд, були обіцяні конституційні реформи.
- 1990—1993 — Громадянська війна, спровокована чварами між тутсі та хуту.
- 1994 — Геноцид у Руанді.
- 2000 — Поль Кагаме посів пост президента.
- 2003 — Кагаме проводить президентські вибори, в яких окрім нього беруть участь ще 2 кандидати. Кагаме оголошують президентом, він набрав 95 % голосів.
- 2010 — в результаті других виборів Кагаме залишився президентом ще на 7 років.
- 2017 — Кагаме переобраний на третій строк.

## Географія

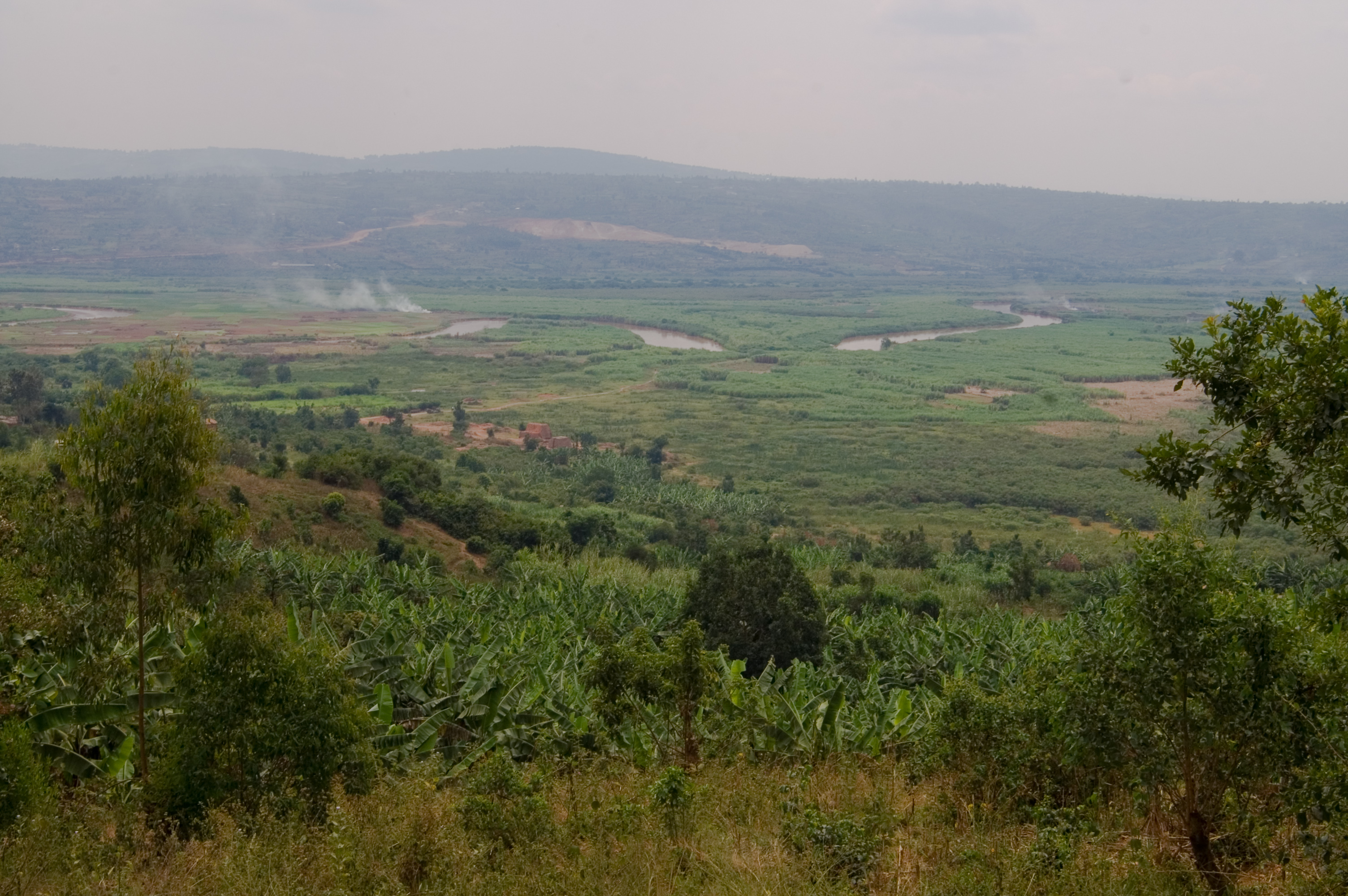
Долина річки Ньябаронго у Руанді

Територія Руанди переважно являє собою розчленоване плоскогір'я висотою в середньому від 1400 до 1800 м над рівнем моря, знижуючись із заходу на схід. У західній частині через всю країну з півночі на південь проходить вододільний хребет з абсолютними висотами 2500—3000 м, частиною якого є вулкан Карісімбі (4507 м, найвища точка країни). Більша частина плоскогір'я розчленована численними річками.
На сході країни простежується зона западин. До її осьової частини приурочена місцями сильно заболочена долина річки Кагера та група менших озер. Найбільші з них — Рваньякізінга, Мухінді, Хаго, Ківумба, Іхема, Нашо, Рвампанга. Південніше знаходяться озера Мусегера, Біліра, Саке, Рверу. Найглибше озеро тектонічного походження Ківу, що має стік по річці Рузізі в озеро Танганьїку, розташоване біля західного кордону.
Клімат Руанди субекваторіальний, сезонно вологий. Середні місячні температури вересня-жовтня не перевищують 21 °C, а червня-липня — 17 °С. Середня річна кількість опадів коливається від 900—1000 мм у східній частині до 1000—1500 у західній, на схилах гір Вірунга, до яких належить Карісімбі — до 2000 мм. Можна виділити два вологих сезони — з березня по травень і з листопада по грудень. Сухий сезон триває з червня по серпень-вересень.
Найбільша і найповноводніша прикордонна річка — Кагера. Первинні тропічні ліси переважно зведені і збереглися лише в національних парках. Природна рослинність представлена переважно вторинними саванами. У горах Вірунга простежується поясність: вологі тропічні ліси змінюються заростями бамбука, які переходять в альпійські луки.

## Політична система
Президентська республіка з багатопартійною системою.
Глава держави — президент, що обирається на 7-річний термін (можливий другий термін поспіль). З квітня 2000 — президент Поль Кагаме, у вересні 2010 року обраний на другий термін. За підсумками конституційного референдуму 2015 року Кагаме отримав право втретє йти в президенти. У серпні 2017 року Кагаме переобраний на третій строк. 
Парламент — двопалатний. Сенат — 26 місць (12 — обираються місцевими радами, 8 — призначаються президентом, 4 — форумом політичних організацій, 2 — від вищих навчальних закладів), термін повноважень — 8 років. Палата депутатів — 80 місць (53 обираються населенням, 24 жінки обираються місцевими радами, 3 від молоді та інвалідів); термін повноважень 5 років.
Найбільші політичні партії:
- Руандійський патріотичний фронт — 42 депутати (партія президента Кагаме)
- Соціал-демократична партія — 7 депутатів
- Ліберальна партія — 4 депутати.

## Зовнішня політика

### Дипломатичні відносини з Україною
Справами України в Руанді опікувалось до квітня 2024 року українське посольство в Кенії. У квітні 2024 року створено посольство України в Руанді.
18 червня 2024 року українські ЗМІ виявили, що Руанда відкликала свій підпис під комюніке мирного саміту в Швейцарії.

## Економіка

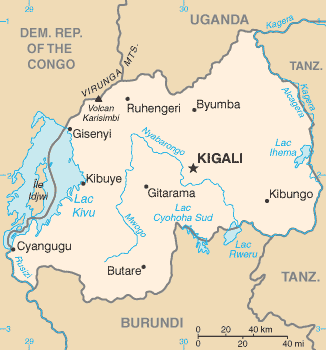
Мапа Руанди

Руанда — аграрна країна, приблизно 90 % населення якої зайняте в сільському господарстві. Це країна Африки з найбільшою щільністю населення, не має виходу до моря, а природні ресурси та промисловість обмежені.
Товари експорту — кава, чай, шкірсировина. Частка кави в експортних надходженнях зазвичай перевищує 50 %. Близько 80 % імпортно-експортних операцій здійснюється через кенійський порт Момбаса або територію Уганди. У 1993 вартість експорту склала 68 млн доларів США, імпорту — 268 млн. До головних торговельних партнерів належать Бельгія та інші країни ЄС, а також Японія і США. За даними Світового Банку валовий внутрішній продукт Руанди в 2018 році склав 9.508 млрд. дол. (772 дол. США на душу населення).
Геноцид у Руанді 1994 року підірвав слабку економічну базу, серйозно позначився на людських ресурсах, зробивши країну менш привабливою для зовнішніх інвестицій.
З іншого боку, Руанда зробила значні просування у стабілізації та відновленні економіки. В червні 1998 року держава підписала програму Розширеного фонду структурної адаптації з МВФ, а також розгорнула перспективну програму приватизації зі Світовим банком. Тривале зростання економіки залежить від стабільного рівня міжнародної допомоги та укріплення світових цін на каву та чай.

### Туризм

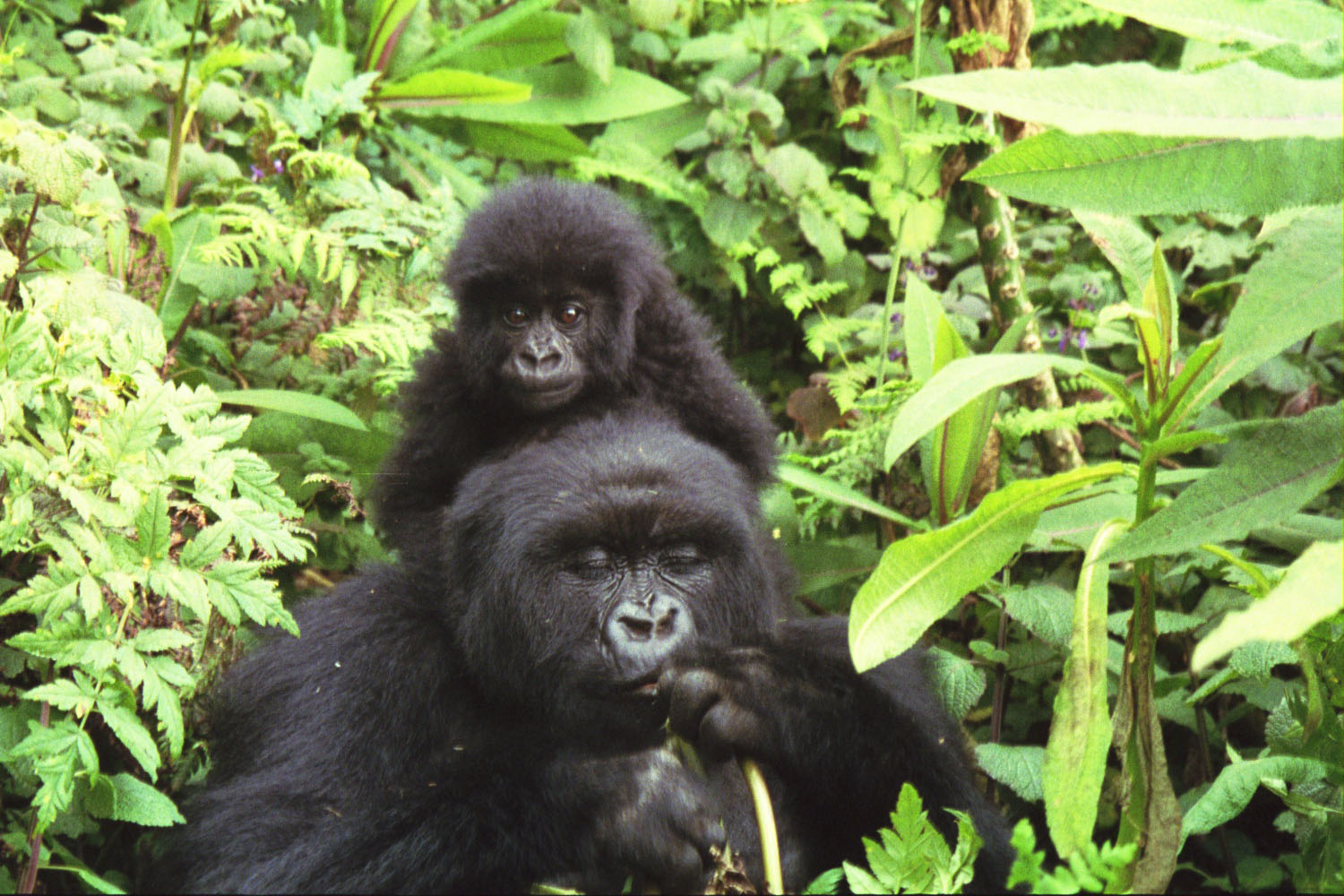
Горили в Руанді — одна з принад для туристів

Туризм є одним із найпрогресивніших секторів економіки, а зараз — провідне джерело іноземного капіталу Руанди. 2008 року прибутки від нього склали 214 млн. доларів США, що на 54 % більше, ніж у 2007. Попри геноцид, ситуація в країні вважається безпечною; у 2007 році кількість іноземних туристів склала 826 374, у 2008 — за оцінками, 1 мільйон. Основне заняття туристів у Руанді — спостреження за гірськими горилами в Національному парку вулканів. Серед інших пам'яток — лісовий парк Ньюнгве, місце перебування шимпанзе, гвереців та інших приматів; курорти Ківу; Національний парк Акагера, невеликий заповідник на сході країни.

## Транспорт

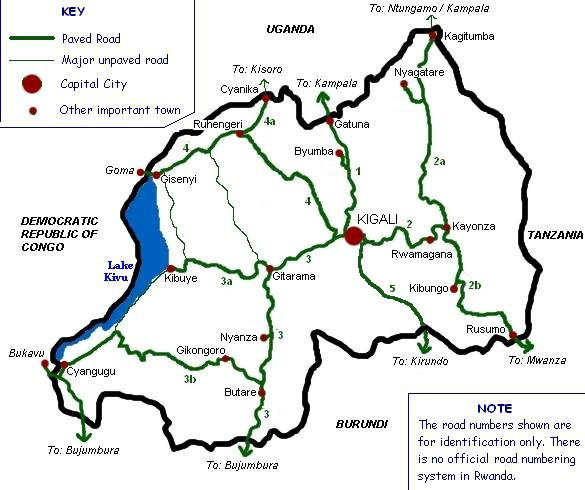
Карта головних транспортних шляхів

Транспортна система Руанди переважним чином складається з автодоріг, з яких мощеними є лише деякі між столицею Кігалі та більшістю важливих міст та містечок. Руанда також сполучена дорогами з іншими східноафриканськими країнами, через які проходить більша частина товарообміну. Існує міжнародний аеропорт у Кігалі; транспортний зв'язок між портовими містами озера Ківу обмежений. З 1994 року урядом було вкладено значні інвестиції в галузь транспортної інфраструктури з допомогою ЄС, Китаю, Японії та інших країн.

### Залізниці
Залізниць у Руанді станом на 2011 рік немає, хоча існують плани щодо їх побудови, зокрема щодо сполучення з Танзанією до 2013 року.

### Автошляхи
Загальна протяжність шляхів Руанди становить 12 000 км, з яких лише 1 000 км мощені. Інші дороги є ґрунтовими, з яких деякі є якісними, рівними та оснащеними інфраструктурою, а деякі настількі ямкові, що їхати ними можна лише чотириколісним транспортом.

### Громадський транспорт

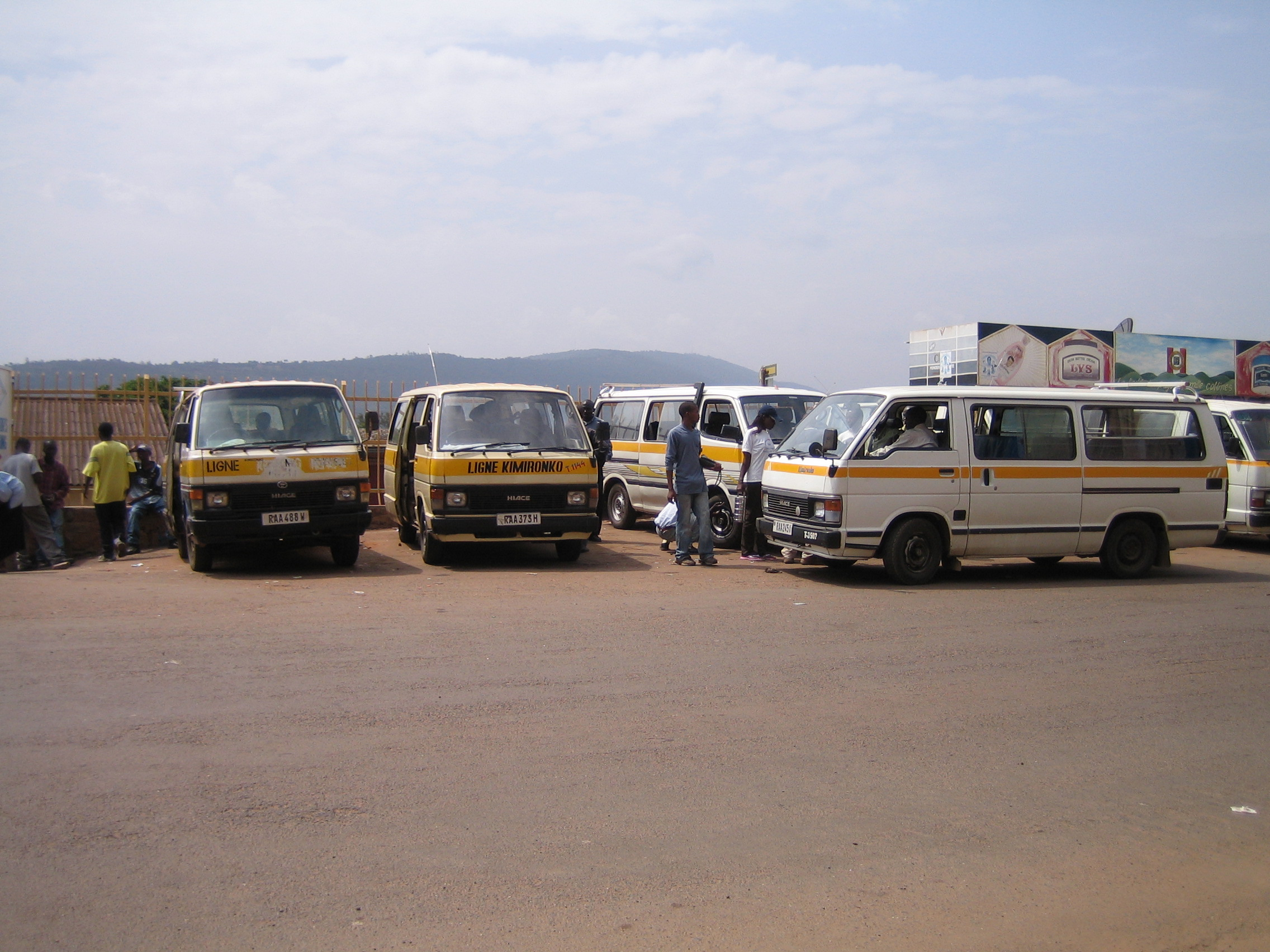
Маршрутки в Кігалі

Основною формою міжміського транспорту в Руанді є маршрутне таксі, знане як просто таксі, або, неформально, твегеране, що мовою руанда означає сядемо разом. Є два види таких таксі:
- Таксі із зупинками на вимогу (англ. Stopping taxi). Таксі курсують між двома кінцевими пунктами (відомими як таксі-парки), але часто зупиняються на маршруті для висадки та посадки пасажирів. Вони майже завжди очікують заповнення автобуса до відправлення і так можуть довго стояти на проміжних зупинках при недостатній кількості пасажирів. Як правило, ці транспортні засоби є приватними машинами марки Тойота. Власник наймає водія (фр. chauffeur) та кондуктора (фр. convoyeur), що працюють на постійній основі. Більшість маршруток обладнані чотирма рядами сидінь по чотири місця для дорослих (малих дітей у таксі дорослі найчастіше садять на коліна). Крім цього, є два передніх сидіння, тому окрім водія та кондуктора таксі може перевозити 18 чоловік. В обов'язки кондуктора входять відкриття та закриття передніх дверей та збір грошей за проїзд. Якщо всі місця зайняті, він стоїть біля дверей. Квитки в такому таксі не використовуються.
- Експрес-таксі (англ. Express taxi). Ці таксі курсують за визначеним розкладом (як правило, щогодини) між найбільшими містами, найчастіше — між Кігалі та регіональним центром. Ними керує певна компанія (Sotra Tours, Atraco, Stella, Volcanoes Express, Virunga, Trans2000, Omega Car та Muhabura Travel), квитки видаються заздалегідь за визначену суму. Як і попередній тип, вони мають 18 місць для пасажирів, але вирушають вчасно і зупиняються лише для висадки пасажирів. Експрес-таксі з'явилися в останній час, але їхня популярність швидко зростає, оскільки вони гарантовано доставляють людей у потрібний час. Постійно додаються нові маршрути, а квитки звичайно швидко розпродаються до часу відправлення. Якщо пасажир хоче висадитися на маршруті, таксі може зупинитися, але він має сплатити повну ціну. Розцінки на обидва типи таксі в розрахунку на відстань мало відрізняються.

Окрім цих двох видів таксі, існують автобусні маршрути, якими керує компанія Onatracom, пов'язана з державним урядом. Автобуси йдуть між Кігалі та головними містами два-три рази на день. Вони є комфортнішими та мають більше місця для багажу, але зазвичай проходять маршрут за довший час. Також автобуси цієї компанії курсують деякими ґрунтовими дорогами, які не охоплені іншими транспортними маршрутами.
Громадський транспорт у Кігалі представлений маршрутними таксі, що зупиняються на вимогу, проте з огляду на більший пасажиропотік вони ходять частіше. Якщо міжміські таксі звичайно не мають поміток, то таксі в Кігалі мають жовту смужку навколо транспортного засобу з надрукованими кінцевими зупинками маршруту. Більшість маршрутів мають одну з кінцевих зупинок або в центрі міста, або біля головної міської автостанції Ньябугого.

## Населення
Станом на 2010 рік, населення Руанди становить 10 746 311. Переважає молоде населення: за оцінкою, 42,7 % молодші за 15 років, 97,5 % — за 65. Рівень народжуваності становить 40,16 на 1000 людей, смертності — 14,91. Середня тривалість життя — 56,77 років (55,43 серед чоловіків та 58,14 серед жінок), 33-й серед найнижчих показників (з 224 країн).
Переважна більшість населення Руанди належить до народу руанда. У народу руанда (ньяруанда, баньяруанда) є три окремі групи: хуту, тутсі і тва. За оцінками Світової книги фактів ЦРУ — хуту становили 84 % населення країни в 2009 році, тутсі 15 % і тва 1 %.
Значний негативний вплив на демографію мають епідемії СНІДу. Країна знаходиться на одному з перших місць у світі за поширенням СНІД серед населення. Близько 30 процентів населення хворі на цю небезпечну хворобу.

### Мова
Головною мовою країни є руанда, якою розмовляє більшість населення. Основною з європейських мов, що поширювалися під час колоніалізму, була французька. Проте через приплив колишніх біженців з Уганди та інших країн частина населення є англомовною. Руанда, англійська та французька є офіційними мовами. Перша використовується в урядових установах, друга — в початкових освітніх закладах. Також поширена мова суахілі як лінгва франка Східної Африки, особливо в сільській місцевості.
Уряд Руанди вирішив змінити мову навчання в школах і роботи урядових установ із французької на англійську. Влада випустила інструкції, за якими всі держслужбовці повинні учити англійську. Все населення країни від парламентаріїв до таксистів і від студентів до бізнесменів вважає, що французька — мова бельгійських колонізаторів — не повинна використовуватися в країні. Раніше Руанда звинувачувала французьких військових і політиків, включаючи колишнього президента Франсуа Міттерана, в геноциді.

## Адміністративний поділ

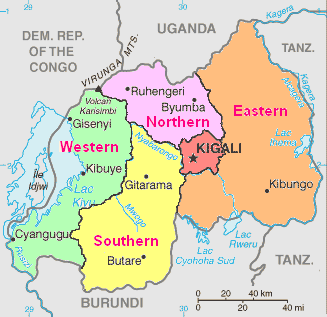
Провінції Руанди

З 1 січня 2006 Руанда розділена на п'ять провінцій (intara), що розділяються на тридцять районів (akarere), які, у свою чергу, поділяються на сектори.
| № | Регіон                                      | Адміністративний центр | Площа, км² | Населення, чол. (2009) | Щільність, чол./км² | Населення, чол. (2012) |
| - | ------------------------------------------- | ---------------------- | ---------- | ---------------------- | ------------------- | ---------------------- |
| 1 | Північна провінція (Intara y'Amajyaruguru)  | Бьюмба (Byumba)        | 3 436      | 1 650 704              | 480,41              | 1 726 370              |
| 2 | Східна провінція (Intara y'Iburasirazuba)   | Рвамагана (Rwamagana)  | 9 813      | 2 141 174              | 218,20              | 2 595 703              |
| 3 | Південна провінція (Intara y'Amajyepfo)     | Ньянза (Nyanza)        | 6 118      | 2 266 124              | 370,40              | 2 589 975              |
| 4 | Західна провінція (Intara y'Iburengerazuba) | Кібує (Kibuye)         | 6 233      | 2 008 319              | 322,21              | 2 471 239              |
| 5 | Провінція Кігалі (Umujyi wa Kigali)         | Кігалі (Kigali)        | 738        | 965 398                | 1308,13             | 1 132 686              |
|   | Всього                                      |                        | 26 338     | 9 031 719              | 342,92              | 10 515 973             |

До 1 січня 2006 року Руанда поділялася на 12 провінцій; проте уряд держави ухвалив рішення змінити їхній устрій з метою вирішення питань, пов'язаних із геноцидом 1994 року. Головною метою було прагнення децентралізувати владу через відчутну роль централізованої системи в підтримці геноциду. По-друге, нові провінції є більш багатонаціональними в порівнянні з попередніми, що допомогло послабити етнічні чвари. По-третє, вони не мають асоціацій з подіями 1994 року, на відміну від попередніх.